# Великий Токмак (станція)
Вели́кий Токмáк — проміжна залізнична станція Запорізької дирекції Придніпровської залізниці на неелектрифікованій лінії Федорівка — Верхній Токмак II між станціями Стульневе (22 км) та Молочанськ (9 км). Розташована в місті Токмак Пологівського району Запорізької області.

## Історія
Напередодні Першої світової війни місцеві фабриканти й купці вирішили побудувати залізничну лінію Федорівка — Царекостянтинівка, а на ній станцію Великий Токмак, з метою сприянню росту торгівлі й розвитку міста в цілому.
1914 року Токмацька залізниця в південній частині Російської імперії була побудована на кошти однойменного акціонерного товариства і з'єднала станції Царекостянтинівку і Федорівку. Одним з ключових пунктів на цій гілці стала станція Великий Токмак. Під час громадянської війни Токмацький шлях поділяв позиції червоних та білих військ на півдні України.

## Пасажирське сполучення
До повномасштабного російського вторгнення в Україну (з 2022) на станції Великий Токмак зупинялися поїзди далекого та приміського сполучення:
| Рух поїздів по станції Великий Токмак |                               |                                   |
| №                                     | Маршрут сполучення            | Періодичність курсування          |
| Далеке сполучення                     |                               |                                   |
| 83/84 «Азов»                          | Маріуполь — Київ              | Щоденно                           |
| 67/68                                 | Маріуполь — Львів             | Через день                        |
| 69/70                                 | Маріуполь — Львів             | Щоденно                           |
| 77/78                                 | Маріуполь — Харків / Бахмут   | Через день                        |
| 141/142                               | Маріуполь — Одеса             | Через день                        |
| Приміське сполучення                  |                               |                                   |
| 6893/6894                             | Верхній Токмак I — Мелітополь | Скасований з 18 березня 2020 року |

## Подія
22 березня 2019 року, під час буревію пізно вечері, шалений вітер зірвав дах залізничної станції та «кинув» на колії. Про постраждалих не повідомлялося.